# Andinobates victimatus
Andinobates victimatus gehört zur Familie der Baumsteigerfrösche. Die Froschart lebt in den tropischen Regenwäldern im äußersten Nordwesten Kolumbiens in der Region um den Golf von Urabá. Sie wurde im Jahr 2017 erstmals beschrieben.

## Merkmale
Andinobates victimatus gehört zur Artengruppe um Andinobates fulguritus, unterscheidet sich jedoch von den grün bis gelblich gestreiften Vertretern dieser Artengruppe durch seine einheitliche scharlachrote Färbung, die bis über die Gliedmaßen reicht. Die Finger- und Zehenspitzen sind hellgrau. Es sind bei adulten Exemplaren keine Rückenstreifen erkennbar, nur in den Jugendstadien bis zu einem Alter von ungefähr drei Monaten gibt es Ansätze von zinnoberroten Längsstreifungen. Der Bauch ist ebenfalls scharlachrot, zeigt aber unregelmäßige große Flecken von Blassrot bis Schwarz.
Eine netzartige Zeichnung, wie sie an den Beinen der meisten Arten der verwandten Gattung Ranitomeya sichtbar ist, fehlt. Von der ebenfalls einheitlich, jedoch orange gefärbten Art Andinobates geminisae aus Panama unterscheidet sich Andinobates victimatus hauptsächlich durch die scharlachrote Färbung und die deutlichen Bauchflecken.
Die Art ist mit durchschnittlich weniger als 15 Millimetern Kopf-Rumpf-Länge kleiner als andere Arten von Andinobates, nur Andinobates geminisae bleibt im Mittelwert noch kleiner.
Durch die Rufe der Männchen während der Balz unterscheidet sich Andinobates victimatus klar von den im selben Gebiet beheimateten Fröschen. Vom Boden oder einer kleinen Anhöhe aus gibt das Männchen sehr kurze, sirrende Laute von sich, die sich auch in der Tonhöhe von anderen Arten der Andinobates-fulguritus-Gruppe unterscheiden.
Molekulargenetische Untersuchungen zeigten genügend große Unterschiede von A. victimatus zu der am nächsten verwandten Art A. fulguritus in den Genen der mitochondrialen DNA, um eine Artdifferenzierung als ausreichend gesichert zu betrachten.
Ein anatomisches Merkmal, das für alle Andinobates-Arten charakteristisch ist, sind zwei miteinander verschmolzene Wirbel.

## Verbreitung und Lebensraum
Andinobates victimatus kommt in den tropischen Regenwäldern der Urabá-Region westlich des Paramillo-Massivs im nordwestlichen Kolumbien vor. Die Art lebt in den Vorgebirgen der Anden nahe der Atlantikküste in der Höhenstufe zwischen 200 und 600 Metern über dem Meeresspiegel. Die Typuslokalität liegt im Departamento Antioquia, das Verbreitungsgebiet könnte sich jedoch bis nach Tierralta im Departamento Córdoba ausdehnen. Aus dieser Region sind Museumsexemplare bekannt, die Andinobates victimatus ähneln, aber vor der Erstbeschreibung dieser Art als Andinobates opisthomelas bestimmt wurden. Andinobates opisthomelas kommt aber im Regelfall nicht auf Höhenstufen unter 1100 Metern vor.

## Namensgebung
Der Artname victimatus stammt aus dem Lateinischen und bedeutet „geopfert“. Die Absicht der Erstbeschreiber war es, durch diese Benennung auf die vielen bewaffneten Auseinandersetzungen im Grenzgebiet Kolumbiens zu Panama, in dem dieser Frosch vorkommt, aufmerksam zu machen. Auch im 21. Jahrhundert fordern die Kämpfe mit Guerillagruppen dort zahlreiche unschuldige Opfer.

## Gefährdung
Nach den Schätzungen der Erstbeschreiber ist das Verbreitungsgebiet von
Andinobates victimatus nicht größer als 5000 Quadratkilometer. Das macht diese Art anfällig für Störungen, die durch den legalen und illegalen Bergbau in dieser Gegend verursacht werden. Dazu kommt die Rodung der Regenwälder für den Anbau von Bananenstauden auf großen Plantagen.
Der größte Teil des Verbreitungsgebiets liegt rund um den Parque Nacional Natural Paramillo, einem Schutzgebiet mit einer Fläche von rund 460.000 Hektar, das aber hauptsächlich die Höhen des Paramillo-Massivs über 700 Metern umfasst. Es ist nicht bekannt, ob Andinobates victimatus in diesem Nationalpark vorkommt, und ob er Lebensräume in dieser Höhenstufe besiedeln kann.
Nach dem derzeitigen Kenntnisstand wäre die Art als „stark gefährdet“ (endangered) nach den Gefährdungskategorien der IUCN einzustufen.